# Ogcodes philippinensis
Ogcodes philippinensis este o specie de muște din genul Ogcodes, familia Acroceridae, descrisă de Evert I. Schlinger în anul 1960.
Este endemică în Filipine. Conform Catalogue of Life specia Ogcodes philippinensis nu are subspecii cunoscute.